# Давид Примо
Давид Примо (-вський) (івр. דוד פרימו; нар. 5 травня 1946, Болгарія) — ізраїльський футболіст, опорний півзахисник.

## Клубна кар'єра
Примо народився в Болгарії й у ранньому віці емігрував до Ізраїлю. Виріс у Яффі. Свою кар'єру Примо розпочав у молодіжній команді клубу «Хапоель» (Тель-Авів). У 1963 році 17-річний Давид був заявлений за дорослу команду клубу й того ж року дебютував за першу команду столичного клубу в нічийному (1:1) поєдинку проти «Хапоеля» (Хайфа), який проходив на стадіоні «Кір'ят-Еллізер».
На початку своєї кар'єри виступав на правому фланзі півзахисту/атаки, взаємодіючи з досвідченим нападником Амазією Левковичем. Першого успіху в футболці «Хапоеля» досяг у сезоні 1965/66, коли його клуб під керівництвом Давіда Швейцера став переможцем чемпіонату Ізраїлю. У цьому сезоні Примо відзначився єдиним голом, у воротах «Хапоеля» (Петах-Тіква). Його партнерами по команді в той час були Гедеон Тиш, Шимон Бен Єгунатан, Данні Барсак, Шаві Бен Барух, Єезкель Хазом, Джордж Борба та Єгошуа Файгенбаум. Влітку 1966 року став володарем Суперкубку Ізраїлю. 
Влітку 1967 року виїхав до Сполучених Штатах Америки, де став гравцем клубу «Балтимор Бейс». У складі американського клубу зіграв 34 матчі й у 1969 році повернувся до «Хапоеля», в якому витіснив зі складу Левковича (який після цього завершив кар'єру), посів місце в центрі півзахисту разом з Яковом Рахмановичем. Примо вважається класичним опорником. Його основним козирем була очевидною було те, що в багатьох випадках він був «непрохідним». Його швидкість та вибір позиції часто дозволяли йому виборювати м'ячі, які здавалися втраченими, і виборювати їх дуже простими та чистими підкатами. Був спокійним та самокритичним гравцем. Одним з небагатьох футболістів, які він підготував свого життя був його наступник, Яків (Янко) Екгауз. 
У 1970 році став фіналістом Кубку азійських чемпіонів, а також переможцем суперкубку, а в 1972 році — завоював кубок Ізраїлю, перемігши з рахунком 1:0 у фіналі «Хапоель» (Єрусалим. Загалом у складі «Хапоеля» зіграв у 270-ти матчах національного чемпіонату.
У 1975 році Примо знову виїхав до США, але цього разу виступав у «Нью-Йорк Космос», де його партнерами по команді були гравець збірної Ізраїлю Мордехай Шпіглер та легендарний Пеле. У сезоні 1976/77 років був гравцем клубу «Хапоель» (Рамат-Ган), а з 1977 по 1979 рік виступав у «Хапоель» (Цифарім Холон), в складі якого й завершив кар'єру футболіста.

## Кар'єра в збірній
У національній збірній Ізраїлю дебютував 17 березня 1964 року в програному (0:2) поєдинку відбору до Літніх Олімпійських ігор 1964 зі збірною Південного В'єтнаму, який проходив у Рамат-Гані. Того ж року зіграв ще 3 поєдинки в рамках Кубку Азії: з Гонконгом (1:0), Індією (2:0) та Південною Кореєю (2:1), а Ізраїль став переможцем того турніру. Після цього виступав за збірну в кваліфікації чемпіонату світу 1966 року. Був гравцем основного складу у всіх поєдинках збірної другої половини 1960-их років.
У 1970 році Примо зіграв у трьох матчах Чемпіонату світу в Мексиці: з Уругваєм (0:2), Швецією (1:1) та Італією (0:0), провівши на полі загалом 270 хвилин.
Примо також зіграв на чемпіонаті світу 1974 року, а його останній (товариський) матч у збірній був зіграний 15 грудня 1976 року на стадіоні «Блумфілд» у проти австрійської збірної, який закінчився перемогою над австрійцями з рахунком 3:1. У період з 1964 по 1976 роки в футболці збірної Ізраїлю зіграв 38 матчів.

## Досягнення

### Клубні
«Хапоель» (Тель-Авів)
- Ліга Леуміт
  -  Чемпіон (2): 1965/66, 1968/69

- Кубок Ізраїлю
  -  Володар (1): 1971/72

- Суперкубок Ізраїлю
  -  Володар (3): 1966, 1969, 1970

### Міжнародні
«Хапоель» (Тель-Авів)
- Ліга чемпіонів АФК
  -  Володар (1): 1967

### Збірна
- Кубок Азії
  -  Володар (1): 1964